# Castillo de Espadilla
El castillo de Espadilla es una fortaleza ubicada en el término municipal de esta población de la comarca valenciana del Alto Mijares. Se encuentra al sur del casco urbano, encima de la Peña Saganta (546 metros la cumbre de la montaña se eleva hasta los 723 metros de altitud) que domina la villa. Es un Bien de Interés Cultural.
Es un castillo de origen islámico, que aprovechaba una posición estratégica para dominar el paraje que se abre en este tramo del río Mijares.
Actualmente, la fortaleza se encuentra bastante deteriorada. pese a ello, todavía se puede observar parte de la torre mayor y algunos restos de las murallas que lo rodeaban.